# Gryllopsis arenicola
Gryllopsis arenicola är en insektsart som först beskrevs av Annandale 1906.  Gryllopsis arenicola ingår i släktet Gryllopsis och familjen syrsor. Inga underarter finns listade i Catalogue of Life.